# Editorial Russki Yazik
Editorial Russki Yazik (en ruso: Издательство Русский язык, romanizado: Izdatelstvo Russki yazyk) es la editorial técnico-científica que produce diccionarios de diferentes tipos: lingüística, estudios literarios, historia de la Unión Soviética o guías de conversación. Creada en 1974 a partir de las redacciones de diccionario de la Editorial «Enciclopedia Soviética», la Editorial Idioma Ruso continúa y desarrolla la experiencia acumulada en esta esfera por la Editorial de Diccionarios Extranjeros y Nacionales. En sus años de existencia, la editorial ha producido más de cinco mil títulos de diccionarios, libros de texto y materiales didácticos en cien lenguas distintas, habiendo enriquecido de ese modo la lexicografía nacional y mundial.